# Edmund Alfred Drake-Brockman
Edmund Alfred Drake-Brockman CB, CMG, DSO, avstralski general, sodnik in politik, * 21. februar 1884, † 1. junij 1949.

## Življenjepis
Leta 1903 se je pridružil Citizen Military Forces; v letih 1908–1909 se je udeležil specialnega tečaja z imperialnimi silami na Štabnem kolidžu v Quetti (Indija). Istega leta (1909) je postal odvetnik in leta 1911 je postal major. 
Ob izbruhu prve svetovne vojne se je 25. avgusta 1914 s činom majorja pridružil Avstralski imperialni sili (Australian Imperial Force); postal je poveljnik 11. bataljona, s katerim se je udeležil bitke za Galipoli. 15. julija 1915 je bil ranjen in bil poslan na okrevanje na Malto, Anglijo in nato poslan nazaj v Avstralijo. Aprila 1916, s činom podpolkovnika, je prišel v Egipt, kjer je naslednji mesec prevzel poveljstvo nad 16. bataljonom, s katerim se je boril na francoski fronti. Avgusta 1918 je postal poveljnik 4. brigade in bil naslednji mesec povišan v stalnega polkovnika in začasnega brigadnega generala. Po koncu vojne je ostal v redni vojaški službi in bil leta 1937 povišan v generalmajorja. Med drugo svetovno vojno je vse do leta 1942 poveljeval 3. divizije milice (3rd (Militia) Division).
Po prvi svetovni vojni je postal politik (senator zvezne države Viktorija), nadaljeval z odvetniško prakso, bil predsednik Federacije avstralskih delodajalcev, bil diplomat v Ženevi, leta 1927 je bil imenovan za sodnika novoustanovljenega Commonwealth Court of Conciliation and Arbitration.